# Sânmartin
Sânmartin es una comuna de Rumania, en el distrito de Cluj. Su población en el censo de 2002 era de 1.746 habitantes.
- Datos: Q1076050

1. ↑  Worldpostalcodes.org,código postal n.º 407520.